# Ligne à crémaillère Paola - Cosenza
La ligne à crémaillère Paola - Cosenza est une voie ferrée d'intérêt local à voie unique reliant la commune de Paola à la ville de Cosenza, en Calabre Italie. Presque la moitié, 12 km, de la ligne est à crémaillère avec des pentes maximales de 75 ‰. 
Cette ancienne ligne est abandonnée en avril 1987 à la suite de la mise en service d'une ligne nouvelle électrifiée par RFI - Rete Ferroviaria Italiana.  

## Histoire

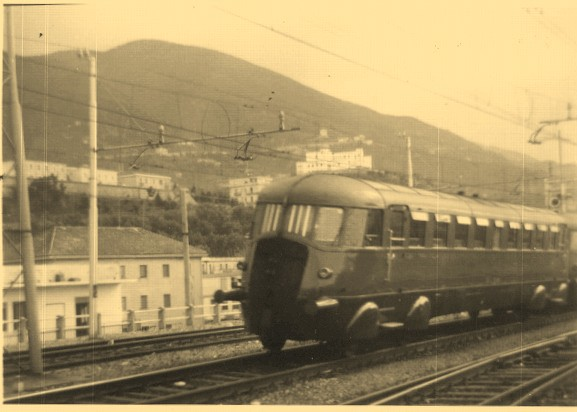
Autorail ALn 56 venant de Cosenza et arrivant à Paola en 1971

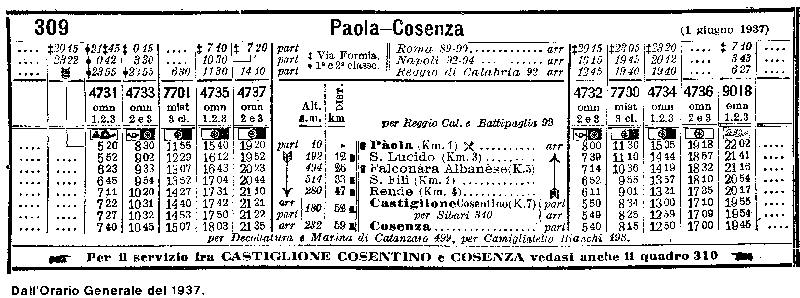
Horaire de 1937 des liaisons ferroviaires Paola-Cosenza

En 1905, le FS ont décidé de ne pas construire la ligne nouvelle pourtant approuvée par la Loi Beccarini N° 5002 du 29 juillet 1879, qui prévoyait la construction de plusieurs lignes ferroviaires nouvelles pour compléter le réseau du royaume d'Italie. Il était programmé le prolongement de la ligne rapide Cosenza-Sibari qui aurait dû relier le secteur de Cosenza à la côte tyrrhénienne. En fait le tracé utilisé par l'autoroute A2  Salerno-Reggio Calabria lors de sa construction en 1929. Les FS étudièrent une nouveau liaison de Cosenza à Paola et vu le faible bassin de population drainé, le projet a été classé dans les voies ferrées complémentaires à réaliser à moindre coût, donc le moins d'ouvrages d'art possible. Pour absorber les très fortes déclivités, vu la géographie très accidentée de la région, les FS optèrent pour une voie à écartement normal à crémaillère capable de passer les pentes de 75 pour mille. Ils maitrisaient parfaitement cette technique pour l'avoir déjà mise en œuvre en Toscane sur le tronçon Saline-Volterra de la ligne Cecina-Volterra, mise en service en 1833. Les travaux de construction du premier tronçon de 35 km débutèrent en  1907 dirigés par son concepteur, l'ingénieur Domenico Tancioni.
L'inauguration du dernier tronçon et la mise en service de la ligne complète sur ses 27,650 km eut lieu le 2 août 1915, alors que l'Italie venait d'entrer en guerre. Pour assurer la traction des trains, les FS commandèrent au constructeur suisse SLM de Winterthour huit locomotives du groupe FS 980, à double expansion et à crémaillère, strictement identiques aux quatre unités en service sur la ligne Saline-Volterra. Le plus gros problème de ces locomotives fut le freinage sur les tronçons à crémaillère. La durée du trajet variait entre 2 et 33 heures selon la rapidité avec laquelle les manœuvres de déplacement de la locomotive dans les gares avant les tronçons à crémaillère étaient exécutées. En effet, pour des raisons de sécurité de freinage, il fallait que la locomotive soit toujours à l'aval de la pente, pour retenir le convoi à la descente mais aussi en montée en cas de problème.
Les 12 km à crémaillère se trouvaient sur trois tronçons :
- Paola - San Lucido superiore;
- San Lucido - Falconara Albanese;
- San Fili - Rende.

En 1922, après avoir constaté la trop faible puissance des locomotives suisses SLM 980, et l'impossibilité de l'augmenter, étant déjà les plus puissantes du constructeur suisse, les FS passèrent commande à la société italienne Società Italiana Ernesto Breda per Costruzioni Meccaniche huit unités à vapeur surchauffée, immatriculées Groupe 981, qui permirent d'augmenter sensiblement les masses tractées et diminuer un peu la durée des trajets.
Il faudra attendre 1937 pour voir arriver les premiers autorails. 9 autorails FIAT ALn 56 série 1900 à crémaillère, spécialement conçus pour cette ligne. Ces autorails permirent de réduire de moitié les temps de trajet dans un confort nettement amélioré.
Déjà à la fin des années 1930, les coûts d'entretien de la ligne et de maintenance des matériels roulants incitèrent les FS à lancer l'étude d'une ligne nouvelle avec les ouvrages d'art nécessaires pour utiliser des matériels roulants standards. Ces études débuteront dans les années 1960 et les travaux préparatoires pour ces travaux gigantesques débutèrent en 1966.

### Les années d'après guerre

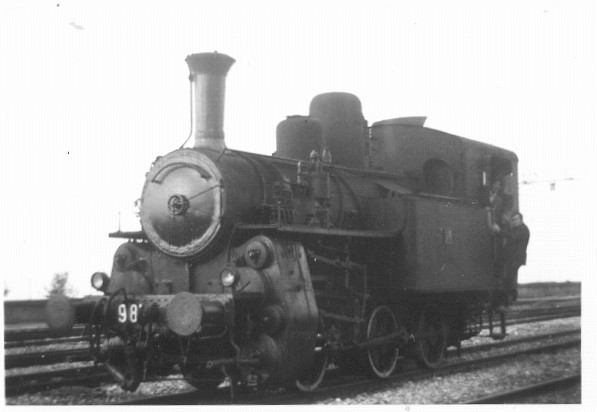
Locomotive Breda FS 981 au dépôt de Paola en 1971

En 1955, les FS mettent en service de tous nouveaux autorails, 6 unités construites par Fiat Ferroviaria, les FS ALn 64.1000 qui offraient un confort accru et qui permirent aux FS de proposer 18 navettes  Paola-Cosenza A-R. Alors que les travaux de construction de la nouvelle ligne avançaient lentement dans le creusement du tunnel de 17 km, pour faire face à l'augmentation de la demande, les FS assurèrent des services complémentaires par autocar.
En 1981, les ancien autorails FS ALn 56 ont été radiés et avec l'horaire d'hiver 1982, le nombre de navettes quotidiennes a été réduit à 13 avec les autorails FS ALn 64.
Les locomotives à vapeur FS 981.005 et 007 toujours prêtes et en parfaite forme, transportent exceptionnellement des groupes de touristes durant l'été.
L'ancienne ligne à crémaillère a reçu le dernier convoi le 28 avril 1987 et a été fermée depuis.

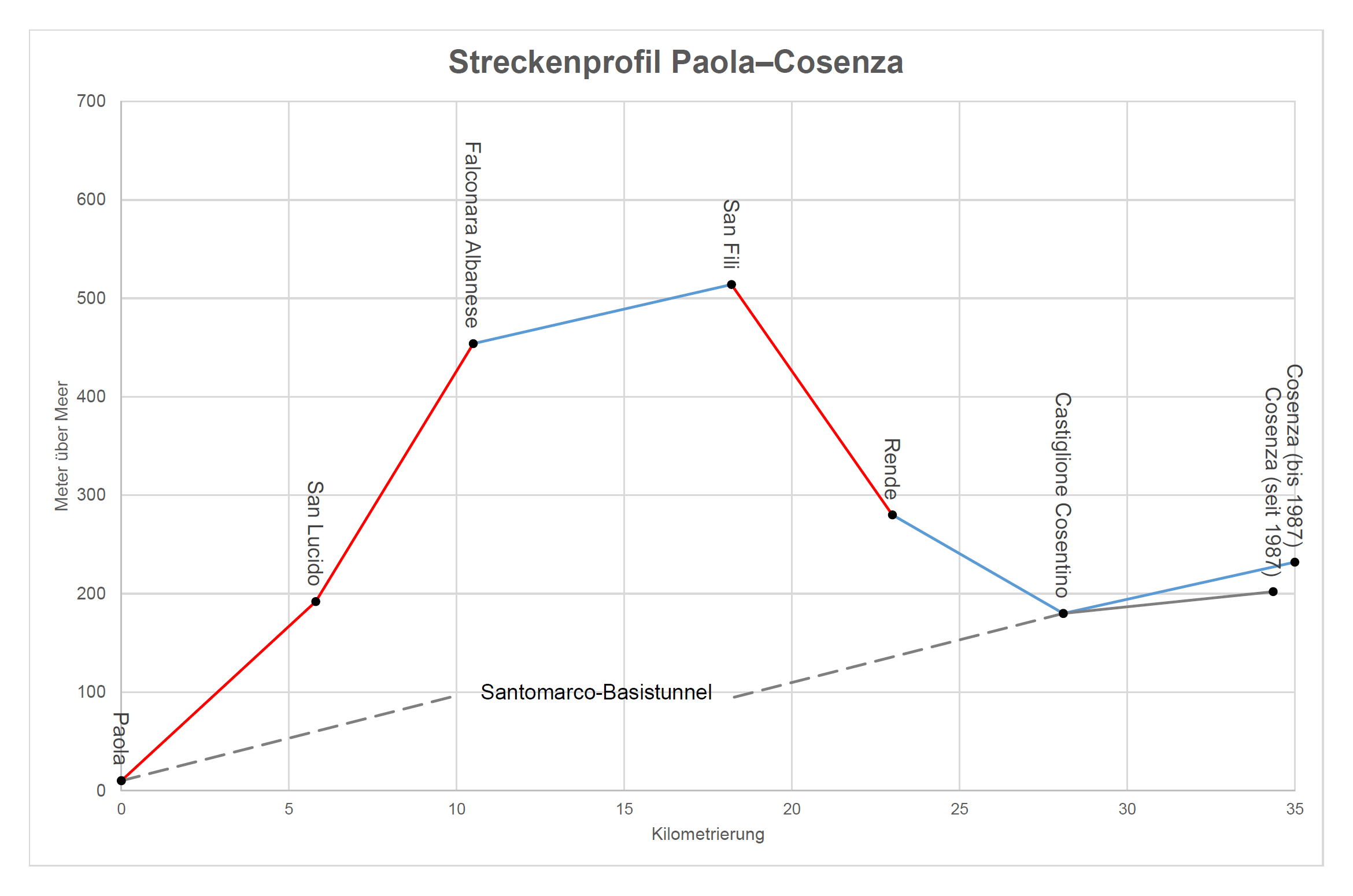
Profil des lignes anciennes et nouvelle Cosenza-Paola

### La ligne nouvelle
Le projet de construction d'une ligne entièrement nouvelle a été repris après la fin de la seconde guerre mondiale. Le projet du Ministère italien des Travaux Publics prévoyait une ligne électrifiée avec un tunnel de 17 km, des pentes douces et des rayons de courbure qui permettent des vitesses classiques comme sur le reste du réseau italien. Cela entraînerait la construction d'une nouvelle gare à Cosenza. Le coût estimé de cette nouvelle ligne était d'environ 20 milliards de £ires. En mars 1966, les trvaux préparatoires débutèrent, supervisés par le Bureau des Nouvelles Constructions Ferroviaires du Ministère italien des Travaux Publics.
La nouvelle gare de Cosenza fut inaugurée le 31 mai 1987 ainsi que la ligne nouvelle qui comprenait le tunnel de Santomarco de 15,332 km qui avait nécessité tant d'efforts et de prouesses techniques et qui comporte, en son milieu, pour des raisons de sécurité, un poste de croisement des trains.

## Caractéristiques
La ligne est électrifiée 3,0 Kv CC et à écartement normal, à double voie sauf dans le tunnel qui est à voie unique. 

## Matériel roulant
Liste du matériel roulant utilisé sur l'ancienne ligne à crémaillère :
- Locomotives à vapeur affectée au dépôt de Cosenza : 
  - groupe FS 980 SLM - 8 unités (1915 - 1921)
  - groupe FS 981 Breda - 8 unités (1922 - 1971)

- Autorails diesel affectés au dépôt de Paola depuis 1937 : 
  - Fiat ALn 56.19xx - 9 unités (1937 - 1982)
  - Fiat ALn 64.10xx - 6 unités (1955 - 1987)